# Никарагва на Светском првенству у атлетици на отвореном 2011.
Никарагва је учествовала на 13. Светском првенству у атлетици на отвореном 2011. одржаном у Тегу од 27. августа до 4. септембра. Репрезентацију Никарагве представљало је двоје такмичара (1 мушкарац и 1 женa) који су се такмичили у две дисциплине (1 мушка и 1 женска). , 
На овом првенству Никарагва није освојила ниједну медаљу, а постигнут је један национални рекорд.

## Учесници
| Мушкарци: - Едгар Кортез — 800 м | Жене: - Џесика Агилера — 400 м препоне |  |

## Резултати

### Мушкарци
| Атлетичар    | Дисциплина | Лични рекорд | Група      | Група      | Полуфинале           | Полуфинале           | Финале               | Финале       | Детаљи |
| Атлетичар    | Дисциплина | Лични рекорд | Резултат   | Место      | Резултат             | Место                | Резултат             | Место        | Детаљи |
| ------------ | ---------- | ------------ | ---------- | ---------- | -------------------- | -------------------- | -------------------- | ------------ | ------ |
| Едгар Кортез | 800 м      | 1:49,73      | 1:49,10 НР | 7. у гр. 4 | Није се квалификовао | Није се квалификовао | Није се квалификовао | 35 / 43 (44) |        |

### Жене
| Атлетичар      | Дисциплина    | Лични рекорд | Група    | Група      | Полуфинале            | Полуфинале            | Финале                | Финале  | Детаљи |
| Атлетичар      | Дисциплина    | Лични рекорд | Резултат | Место      | Резултат              | Место                 | Резултат              | Место   | Детаљи |
| -------------- | ------------- | ------------ | -------- | ---------- | --------------------- | --------------------- | --------------------- | ------- | ------ |
| Џесика Агилера | 400 м препоне | 1:02,74 НР   | 1:02,78  | 8. у гр. 4 | Није се квалификовала | Није се квалификовала | Није се квалификовала | 37 / 38 |        |